# Ирнфриц-Мессерн

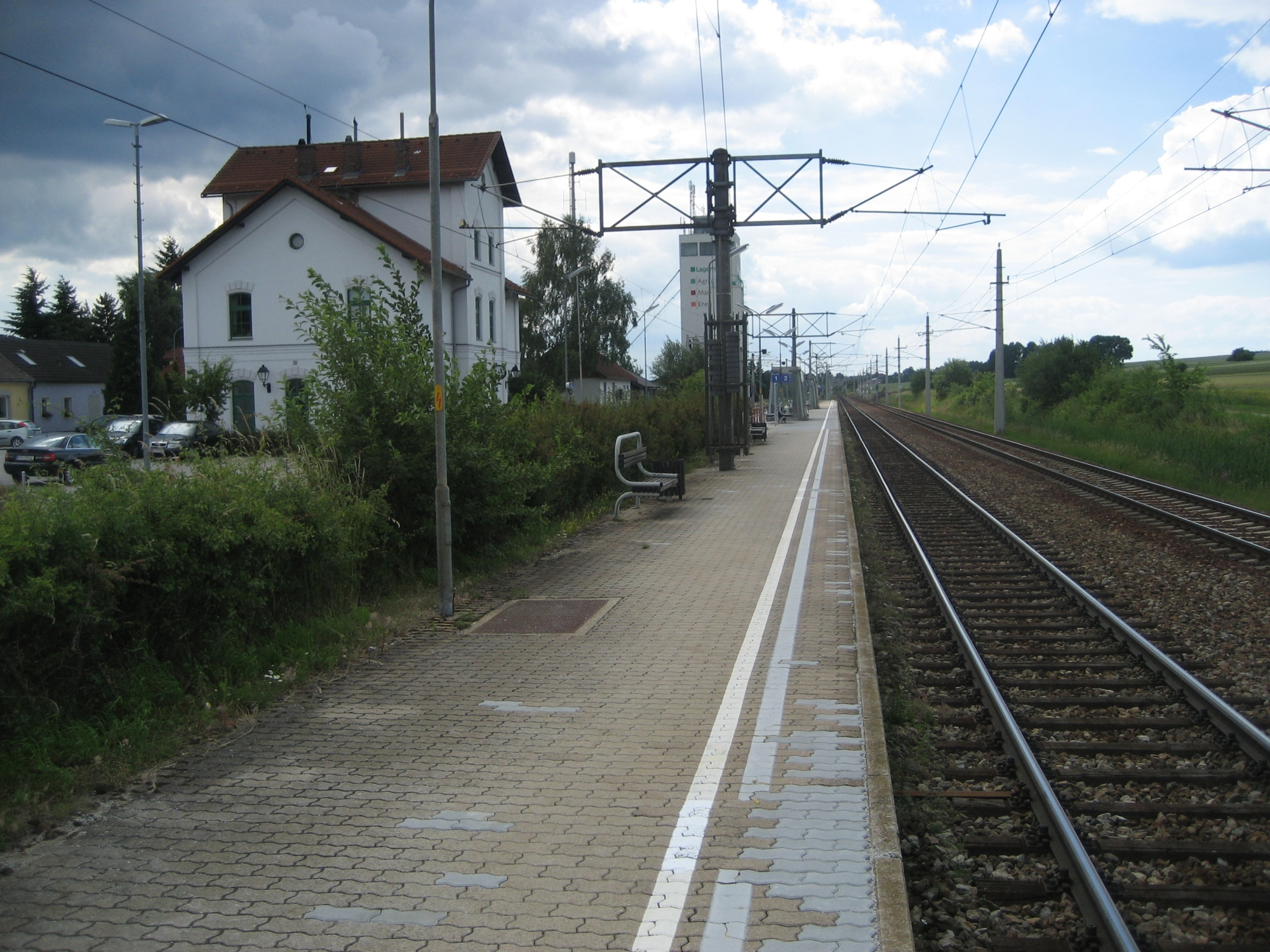
Железнодорожная станция в черте Ирнфриц-Мессерна

Ирнфриц-Мессерн (нем. Irnfritz-Messern) — ярмарочная коммуна в Австрии, в федеральной земле Нижняя Австрия.
Входит в состав округа Хорн. Население составляет 1441 человека (на 1 января 2020 года). Занимает площадь 55,92 км². Официальный код — 31110.

## Политическая ситуация
Бургомистр коммуны — Херман Грубер (АНП) по результатам выборов 2005 года.
Совет представителей коммуны (нем. Gemeinderat) состоит из 19 мест.
- АНП занимает 17 мест.
- СДПА занимает 2 места.